# Publius Valerius Publicola (consul en -352)
Pour les articles homonymes, voir Valerius Publicola.
Publius Valerius Publicola ou Poplicola est un homme politique romain du IVe siècle av. J.-C.
Son surnom signifie ami du peuple et fut attribué à Publius Valerius Publicola,, un de ses ancêtres, consul aux débuts de la République romaine.
- Il est élu consul en 352 av. J.-C.
- Il est nommé dictateur en 344 av. J.-C., pour célébrer des rituels religieux expiatoires, avec Quintus Fabius Ambustus comme maître de cavalerie[3].